# Ramusella crenata
Ramusella crenata är en kvalsterart som först beskrevs av Sandór Mahunka 1992.  Ramusella crenata ingår i släktet Ramusella och familjen Oppiidae. Inga underarter finns listade i Catalogue of Life.